# Žalm 112
Žalm 112 (Beatus vir) je součást biblické knihy žalmů. V řeckém (Septuaginta) a latinském (Vulgata) překladu je označován jako žalm 111, (řecky Ψαλμός 111, latinsky psalmus CXI). To je způsobeno rozdělením či spojením některých žalmů při překladu.

## Forma a obsah
Tento žalm patří k takzvaným abecedním žalmům, neboť v hebrejském textu začíná každé půlverší vždy dalším písmenem hebrejské abecedy (což lze považovat za jednoduchý akrostich). Mělo to sloužit jako mnemotechnická pomůcka při zapamatování písně. Stejně je sestaven i předcházející žalm 111. Oba jsou vzájemně propojeny nejen formálně, ale i myšlenkovým obsahem. Je blízký i několika dalším žalmům, které se zabývají zbožností spravedlivých a odměnou spravedlivého člověka. Závěrečný verš pak líčí potrestání bezbožníků. Bezbožník musí být svědkem triumfu spravedlivého.
V katolické liturgii se některé verše tohoto žalmu zpívají o páté neděli v liturgickém mezidobí cyklu A.

## Hebrejský text (Biblia Hebraica Stuttgartensia)
| הַ֥לְלוּ יָ֨הּ׀ אַשְׁרֵי־אִ֭ישׁ יָרֵ֣א אֶת־יְהוָ֑ה בְּ֝מִצְוֹתָ֗יו חָפֵ֥ץ מְאֹֽד׃    |
| גִּבֹּ֣ור בָּ֭אָרֶץ יִהְיֶ֣ה זַרְעֹ֑ו דֹּ֭ור יְשָׁרִ֣ים יְבֹרָֽךְ׃               |
| הֹון־וָעֹ֥שֶׁר בְּבֵיתֹ֑ו וְ֝צִדְקָתֹ֗ו עֹמֶ֥דֶת לָעַֽד׃                   |
| זָ֘רַ֤ח בַּחֹ֣שֶׁךְ אֹ֖ור לַיְשָׁרִ֑ים חַנּ֖וּן וְרַח֣וּם וְצַדִּֽיק׃             |
| טֹֽוב־אִ֭ישׁ חֹונֵ֣ן וּמַלְוֶ֑ה יְכַלְכֵּ֖ל דְּבָרָ֣יו בְּמִשְׁפָּֽט׃             |
| כִּֽי־לְעֹולָ֥ם לֹא־יִמֹּ֑וט לְזֵ֥כֶר עֹ֝ולָ֗ם יִהְיֶ֥ה צַדִּֽיק׃             |
| מִשְּׁמוּעָ֣ה רָ֭עָה לֹ֣א יִירָ֑א נָכֹ֥ון לִ֝בֹּ֗ו בָּטֻ֥חַ בַּיהוָֽה׃            |
| סָמ֣וּךְ לִ֭בֹּו לֹ֣א יִירָ֑א עַ֖ד אֲשֶׁר־יִרְאֶ֣ה בְצָרָֽיו׃               |
| פִּזַּ֤ר׀ נָ֘תַ֤ן לָאֶבְיֹונִ֗ים צִ֭דְקָתֹו עֹמֶ֣דֶת לָעַ֑ד קַ֝רְנֹ֗ו תָּר֥וּם בְּכָבֹֽוד׃ |
| רָ֘שָׁ֤ע יִרְאֶ֨ה׀ וְכָעָ֗ס שִׁנָּ֣יו יַחֲרֹ֣ק וְנָמָ֑ס תַּאֲוַ֖ת רְשָׁעִ֣ים תֹּאבֵֽד׃    |

## Latinský text (Vulgata, žalm 111)
1. Alleluia. Reversionis Aggei et Zacchariae. Beatus vir qui timet Dominum: in mandatis ejus volet nimis.
2. Potens in terra erit semen eius: generatio rectorum benedicetur.
3. Gloria, et divitiæ in domo eius: et iustitia eius manet in sæculum sæculi.
4. Exortum est in tenebris lumen rectis: misericors, et miserator, et iustus.
5. Iucundus homo qui miseretur et commodat, disponet sermones suos in iudicio:
6. quia in æternum non commovebitur.
7. In memoria æterna erit iustus: ab auditione mala non timebit. Paratum cor eius sperare in Domino,
8. confirmatum est cor eius: non commovebitur donec despiciat inimicos suos.
9. Dispersit, dedit pauperibus: iustitia eius manet in sæculum sæculi, cornu eius exaltabitur in gloria.
10. Peccator videbit, et irascetur, dentibus suis fremet et tabescet: desiderium peccatorum peribit.

## Český překlad (Bible kralická, žalm 112)
1. Halelujah. Blahoslavený muž, kterýž se bojí Hospodina, a v přikázaních jeho má velikou líbost.
2. Mocné na zemi bude símě jeho, rodina upřímých požehnání dojde.
3. Zboží a bohatství v domě jeho, a spravedlnost jeho zůstává na věky.
4. Vzchází ve tmách světlo upřímým, milostivý jest, milosrdný a spravedlivý.
5. Dobrý člověk slitovává se i půjčuje, a řídí své věci s soudem.
6. Nebo nepohne se na věky, v paměti věčné bude spravedlivý.
7. Slyše zlé noviny, nebojí se; stálé jest srdce jeho, a doufá v Hospodina.
8. Utvrzené srdce jeho nebojí se, až i uzří pomstu na svých nepřátelích.
9. Rozděluje štědře, a dává nuzným; spravedlnost jeho zůstává na věky, roh jeho bude vyvýšen v slávě.
10. Bezbožný vida to, zlobiti se, zuby svými škřipěti a schnouti bude; žádost bezbožníků zahyne.

## Žalm 112 a hudba
Latinský text žalmu, převážně pod názvem Beatus vir, patří mezi nejčastěji zhudebňované biblické texty od renezance až do současnosti. Někteří skladatelé jej zhudebnili i několikrát. Patří mezi ně např.:
- Claudio Monteverdi
- Michel Richard Delalande
- Antonio Vivaldi
- Wolfgang Amadeus Mozart
- Antonio Salieri
- Pavel Josef Vejvanovský
- Francesco Durante
- Henryk Górecki

a mnoho dalších.